# Chi Cóc tía
Chi Cóc tía (danh pháp khoa học: Bombina) là một chi động vật lưỡng cư trong họ Bombinatoridae, thuộc bộ Anura. Chi này có 8 loài và 38% bị đe dọa hoặc tuyệt chủng.

## Các loài
- - Bombina bombina - Cóc tía châu Âu
  - Bombina fortinuptialis - Cóc tía gai lớn, cóc tía Quảng Tây
  - Bombina lichuanensis - Cóc tía Lợi Xuyên
  - Bombina maxima - Cóc tía, cóc tía Vân Nam
  - Bombina microdeladigitora - Cóc tía chân màng nhỏ, cóc tía Hồ Bắc
  - Bombina orientalis - Cóc tía phương Đông
  - Bombina pachypus - Cóc bụng vàng Apennine
  - Bombina variegata - Cóc tía bụng vàng

## Hình ảnh

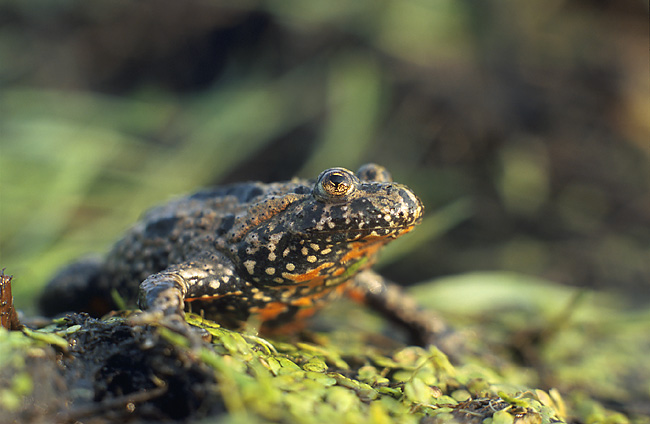
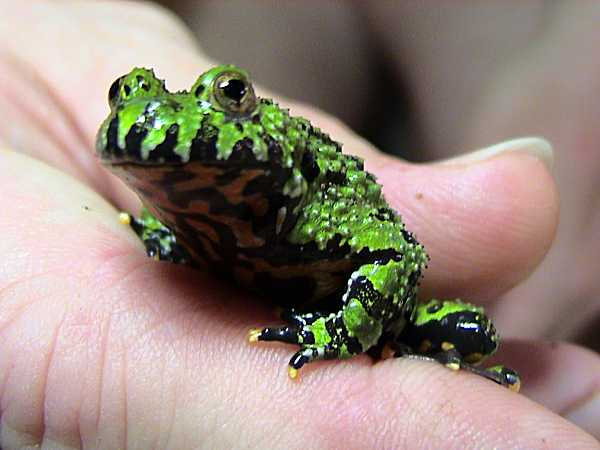
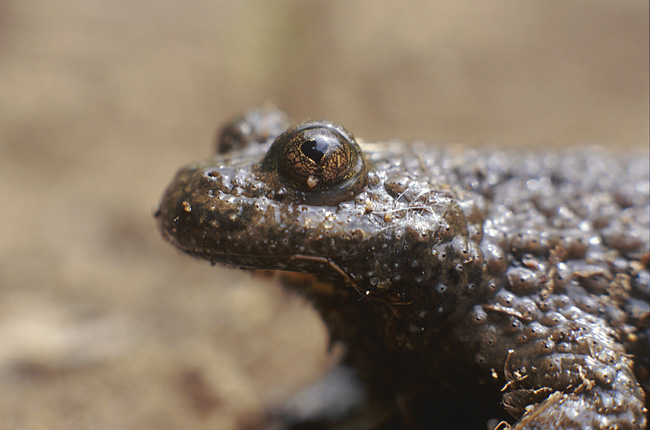
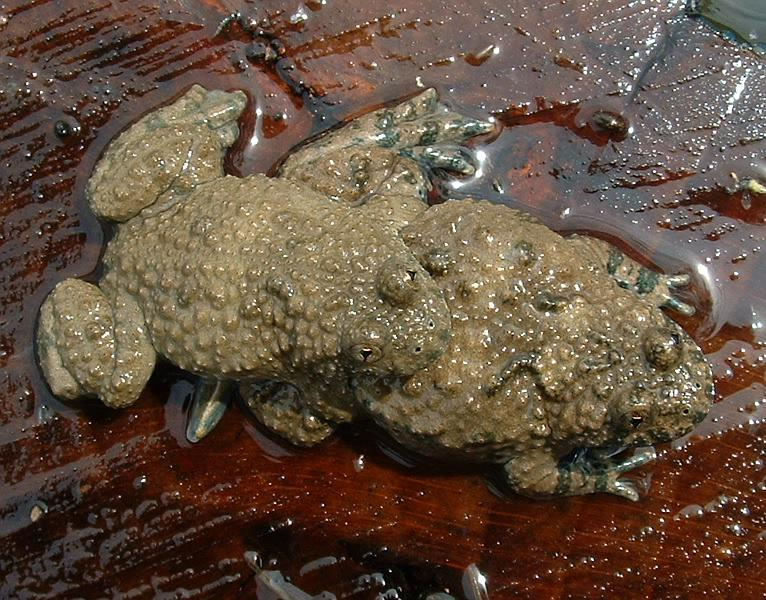